# پانکیسی
پانکیسی (گرجی: პანკისი) منطقه‌ای دره‌ای در کشور گرجستان، در بخش بالایی رودخانه آلازانی، درست در جنوب منطقه تاریخی توشتی گرجستان، میان کوه بوربالو و قلعه ویران‌شده سده هفدهمی باختریونی است. از نظر اداری، در شهرداری آخمتای منطقه کاختی قرار دارد. یک گروه قومی به نام مردم کیست با ریشه و اصالت چچنی اکثریت (۷۵٪) در این منطقه را تشکیل می‌دهند.